# Compubox
Compubox est un dispositif informatif enregistrant les coups portés et reçus lors d'un combat de boxe.

## Description
Développé au milieu des années 1980 par Jon Gibbs, initialement sous le nom FightStat, Compubox devient peu à peu la référence en termes de statistiques. Il a été utilisé pour la première fois par HBO lors du championnat du monde des poids légers opposant Livingstone Bramble à Ray Mancini en 1985.